# Sommer (roman)
 For alternative betydninger, se Sommer (flertydig). (Se også artikler, som begynder med Sommer)
Sommer er en roman fra 1999, skrevet af Benn Q. Holm.
Bogen beskriver virksomhedskonsulenten Peter, hustruen Nanna og den lille guldklump Natasha.
De kører i juli måned ud af byen for at tilbringe tre uger i deres sommerhus. De føler, at de har masser af tid med lange og solrige dage, samt læsning af krimier og indtagelse af rødvin på terrassen.
Virkeligheden er dog aldrig længere væk end den nærmeste nabo og trakasserier i parforholdet.